# Rotatieperiode
De rotatieperiode of omwentelingstijd is de tijd die een hemellichaam nodig heeft om één rotatie uit te voeren rond de rotatieas. De rotatieas gaat door de noord- en zuidpool van het hemellichaam.
De rotatietijden van de Zon en planeten in het zonnestelsel zijn:
| Hemellichaam | Rotatieperiode                                                                 |
| ------------ | ------------------------------------------------------------------------------ |
| Zon          | 25 d 9 u 7 m 11,6 s                                                            |
| Mercurius    | 58 d 15 u 30 m 30 s                                                            |
| Venus        | 243 d 0 u 26 m                                                                 |
| Aarde        | 0 d 23 u 56 m 4,100 s                                                          |
| Mars         | 1 d 0 u 37 m 22,663 s                                                          |
| Jupiter      | 0 d 9 u 50 m 30 s (snelste; er bestaan verschillende systemen om die te meten) |
| Saturnus     | 0 d 10 u 14 m                                                                  |
| Uranus       | 0 d 17 u 14 m 24 s                                                             |
| Neptunus     | 0 d 16 u 6 m 36 s                                                              |

De rotatieperiode van de Aarde is niet precies 24 uur maar 23 uur, 56 minuten en 4 seconden. Dit is de tijdsduur van de siderische dag, die vrijwel gelijk is aan de tijdsduur van een sterrendag.